# پلوبسهایم
پلوبسهایم (به فرانسوی: Plobsheim) یک کمون در فرانسه با جمعیت ۲٬۶۹۱ نفر است که در Canton of Geispolsheim واقع شده‌است.